# هنري غيرني
هنري غيرني (27 يونيو 1898 – 6 أكتوبر 1951) هو مسؤول استعماري بريطاني شغل مناصب متعددة في الإمبراطورية البريطانية. قتل غيرني من قبل المتمردين الشيوعيين خلال الطوارئ المالايوية، حين كان يشغل منصب المندوب السامي لبريطانيا في ماليزيا.